# Лёгкая атлетика на летних Олимпийских играх 1964

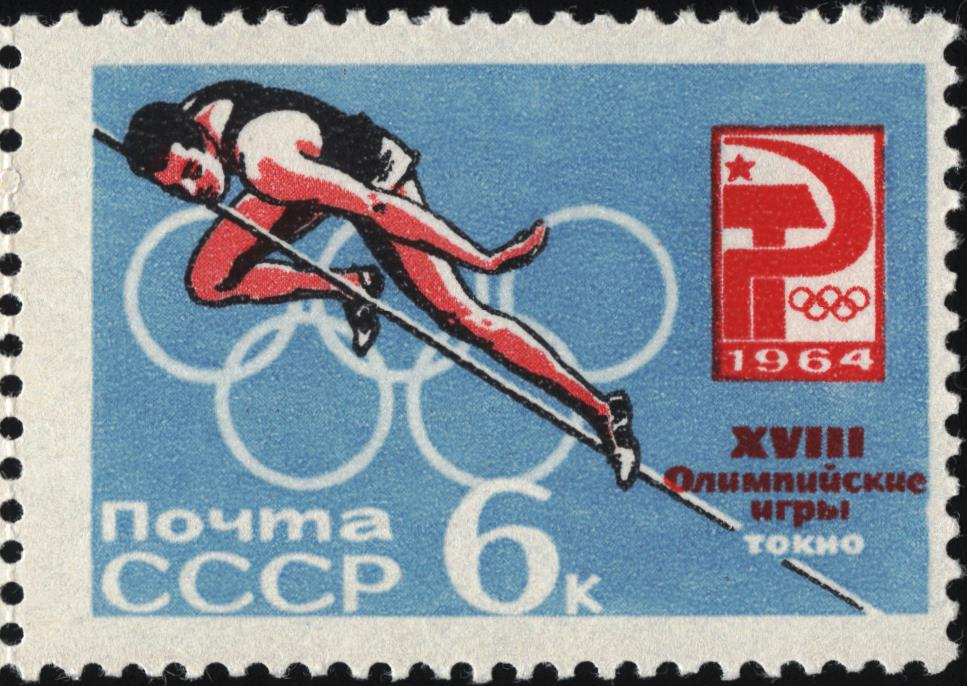
Почтовая марка. XVIII летние Олимпийские игры в Токио. Легкая атлетика. Прыжки в высоту.

Соревнования по лёгкой атлетике на летних Олимпийских играх 1964 года проводились как среди мужчин, так и среди женщин. Среди женщин впервые проводились соревнования по бегу на 400 м и по пятиборью. Всего в соревнованиях по лёгкой атлетике участвовало 1016 спортсменов из 82 стран.

## Общий медальный зачёт
| Место | Страна                          | Золото | Серебро | Бронза | Всего |
| ----- | ------------------------------- | ------ | ------- | ------ | ----- |
| 1     | США                             | 14     | 7       | 3      | 24    |
| 2     | СССР                            | 5      | 2       | 11     | 18    |
| 3     | Великобритания                  | 4      | 7       | 1      | 12    |
| 4     | Объединённая германская команда | 2      | 5       | 3      | 10    |
| 5     | Польша                          | 2      | 4       | 2      | 8     |
| 6     | Новая Зеландия                  | 2      | 0       | 2      | 4     |
| 7     | Румыния                         | 2      | 0       | 1      | 3     |
| 8     | Австралия                       | 1      | 1       | 4      | 6     |
| 9     | Италия                          | 1      | 0       | 1      | 2     |
| 10    | Бельгия                         | 1      | 0       | 0      | 1     |
| 10    | Эфиопия                         | 1      | 0       | 0      | 1     |
| 10    | Финляндия                       | 1      | 0       | 0      | 1     |
| 13    | Венгрия                         | 0      | 3       | 1      | 4     |
| 14    | Чехословакия                    | 0      | 2       | 0      | 2     |
| 15    | Тринидад и Тобаго               | 0      | 1       | 2      | 3     |
| 16    | Канада                          | 0      | 1       | 1      | 2     |
| 16    | Франция                         | 0      | 1       | 1      | 2     |
| 18    | Куба                            | 0      | 1       | 0      | 1     |
| 18    | Тунис                           | 0      | 1       | 0      | 1     |
| 20    | Япония                          | 0      | 0       | 1      | 1     |
| 20    | Кения                           | 0      | 0       | 1      | 1     |
| 20    | Швеция                          | 0      | 0       | 1      | 1     |

## Медалисты

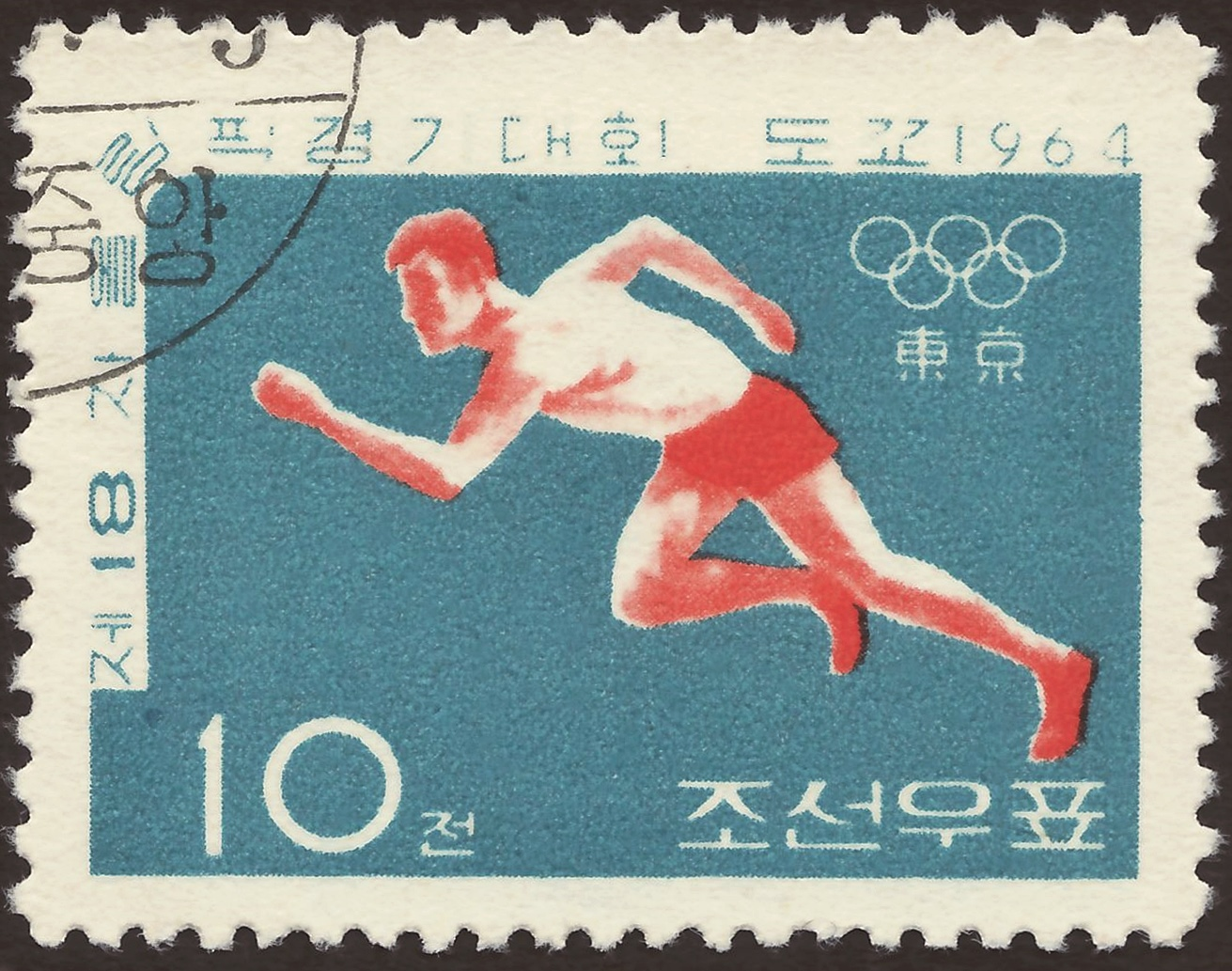
Почтовая марка

### Мужчины
| Дисциплина       | Золото                                                             | Серебро                                                                   | Бронза                                                                            |
| ---------------- | ------------------------------------------------------------------ | ------------------------------------------------------------------------- | --------------------------------------------------------------------------------- |
| 100 м            | Роберт Хэйес США                                                   | Энрике Фигерола Куба                                                      | Харри Джером Канада                                                               |
| 200 м            | Хенри Карр США                                                     | Пол Дрэйтон США                                                           | Эдвин Робертс Тринидад и Тобаго                                                   |
| 400 м            | Майк Ларраби США                                                   | Уэнделл Моттли Тринидад и Тобаго                                          | Анджей Баденьский Польша                                                          |
| 800 м            | Питер Снелл Новая Зеландия                                         | Билл Крозерс Канада                                                       | Уилсон Кипругут Кения                                                             |
| 1500 м           | Питер Снелл Новая Зеландия                                         | Йозеф Одложил Чехословакия                                                | Джон Дэвис Новая Зеландия                                                         |
| 5000 м           | Боб Шуль США                                                       | Харальд Норпот Объединённая германская команда                            | Билл Деллинджер США                                                               |
| 10 000 м         | Билли Миллс США                                                    | Мохаммед Гаммуди Тунис                                                    | Рон Кларк Австралия                                                               |
| 110 м с/б        | Хейс Джонс США                                                     | Блейн Линдгрен США                                                        | Анатолий Михайлов СССР                                                            |
| 400 м с/б        | Рекс Коули США                                                     | Джон Купер Великобритания                                                 | Сальваторе Морале Италия                                                          |
| 3000 м с/пр      | Гастон Рулантс Бельгия                                             | Морис Херриотт Великобритания                                             | Иван Беляев СССР                                                                  |
| Эстафета 4×100 м | США · Пол Дрэйтон · Джерри Эшуорт · Ричард Стеббинс · Роберт Хэйес | Польша · Анджей Зелиньский · Веслав Маняк · Мариан Фоик · Мариан Дудзяк   | Франция · Поль Женеве · Бернар Ледебёр · Клод Пикмаль · Жослен Делекур            |
| Эстафета 4×400 м | США · Оллан Касселл · Майк Ларраби · Улис Уильямс · Хенри Карр     | Великобритания · Тим Грэм · Эдриан Метколф · Джон Купер · Робби Брайтуэлл | Тринидад и Тобаго · Эдвин Скиннер · Кент Бернард · Эдвин Робертс · Уэнделл Моттли |
| Ходьба 20 км     | Кен Мэттьюз Великобритания                                         | Дитер Линднер Объединённая германская команда                             | Владимир Голубничий СССР                                                          |
| Ходьба 50 км     | Абдон Памич Италия                                                 | Пол Нихилл Великобритания                                                 | Ингвар Петтерссон Швеция                                                          |
| Марафон          | Абебе Бикила Эфиопия                                               | Бэзил Хитли Великобритания                                                | Кокити Цубурая Япония                                                             |
| Прыжки в длину   | Линн Дэвис Великобритания                                          | Ральф Бостон США                                                          | Игорь Тер-Ованесян СССР                                                           |
| Тройной прыжок   | Юзеф Шмидт Польша                                                  | Олег Фёдосеев СССР                                                        | Виктор Кравченко СССР                                                             |
| Прыжки в высоту  | Валерий Брумель СССР                                               | Джон Томас США                                                            | Джон Рэмбо США                                                                    |
| Прыжки с шестом  | Фред Хансен США                                                    | Вольфганг Райнхардт Объединённая германская команда                       | Клаус Ленерц Объединённая германская команда                                      |
| Толкание ядра    | Даллас Лонг США                                                    | Джеймс Мэтсон США                                                         | Вильмош Варью Венгрия                                                             |
| Метание диска    | Эл Ортер США                                                       | Лудвик Данек Чехословакия                                                 | Дэйв Вейлл США                                                                    |
| Метание копья    | Паули Невала Финляндия                                             | Гергей Кульчар Венгрия                                                    | Янис Лусис СССР                                                                   |
| Метание молота   | Ромуальд Клим СССР                                                 | Дьюла Живоцки Венгрия                                                     | Уве Байер Объединённая германская команда                                         |
| Десятиборье      | Вилли Хольдорф Объединённая германская команда                     | Рейн Аун СССР                                                             | Ханс-Йоахим Вальде Объединённая германская команда                                |

### Женщины
| Дисциплина       | Золото                                                                         | Серебро                                                         | Бронза                                                                   |
| ---------------- | ------------------------------------------------------------------------------ | --------------------------------------------------------------- | ------------------------------------------------------------------------ |
| 100 м            | Вайомия Тайес США                                                              | Эдит Макгуайр США                                               | Эва Клобуковская Польша                                                  |
| 200 м            | Эдит Макгуайр США                                                              | Ирена Киршенштейн Польша                                        | Мэрилин Блэк Австралия                                                   |
| 400 м            | Бетти Катберт Австралия                                                        | Энн Пакер Великобритания                                        | Джудит Эмур Австралия                                                    |
| 800 м            | Энн Пакер Великобритания                                                       | Маривон Дюпюрёр Франция                                         | Марайз Чемберлен Новая Зеландия                                          |
| 80 м с/б         | Карин Бальцер Объединённая германская команда                                  | Тереса Цеплы Польша                                             | Памела Килборн Австралия                                                 |
| Эстафета 4×100 м | Польша · Тереса Цеплы · Ирена Киршенштейн · Халина Гурецкая · Эва Клобуковская | США · Уилли Уайт · Вайомия Тайес · Мэрилин Уайт · Эдит Макгуайр | Великобритания · Жанет Симпсон · Мэри Рэнд · Дафне Арден · Дороти Хаймэн |
| Прыжки в длину   | Мэри Рэнд Великобритания                                                       | Ирена Киршенштейн Польша                                        | Татьяна Щелканова СССР                                                   |
| Прыжки в высоту  | Иоланда Балаш Румыния                                                          | Мишель Браун Австралия                                          | Таисия Ченчик СССР                                                       |
| Толкание ядра    | Тамара Пресс СССР                                                              | Ренате Гариш-Кульмбергер Объединённая германская команда        | Галина Зыбина СССР                                                       |
| Метание диска    | Тамара Пресс СССР                                                              | Инрид Лоц Объединённая германская команда                       | Лия Манолиу Румыния                                                      |
| Метание копья    | Михаэла Пенеш Румыния                                                          | Марта Рудаш Венгрия                                             | Елена Горчакова СССР                                                     |
| Пятиборье        | Ирина Пресс СССР                                                               | Мэри Рэнд Великобритания                                        | Галина Быстрова СССР                                                     |